# Stéphane Sednaoui
Stéphane Sednaoui (* 23. Oktober 1960 in Paris) ist ein französischer Fotograf und Regisseur von Musikvideos. 

## Leben
Sednaoui war Modefotograf. Später fotografierte er Madonna, Kylie Minogue, Björk, Courtney Love, Robert Mitchum und Billy Wilder. Mit Björk und Kylie Minogue war er jeweils eine Zeit lang liiert.
Seit Beginn der 1990er Jahre arbeitete er auch als Regisseur von Musikvideos.
Zusammen seiner damaligen Lebensgefährtin, der französischen Schauspielerin sowie ein international bekanntem Model Laetitia Casta er eine 2001 geborene Tochter.

## Videoarbeiten (Auswahl)
- Red Hot Chili Peppers: Give It Away, Breaking the Girl, Scar Tissue, Around the World
- U2: Mysterious Ways, Discotheque
- Madonna: Fever
- Björk: Big Time Sensuality, Possibly Maybe
- Garbage: Queer, You Look So Fine, Milk
- Alanis Morissette: Ironic, Thank U
- R.E.M.: Lotus
- Depeche Mode: Dream On
- Massive Attack: Sly
- Beck: Mixed Bizness
- Mirwais: Disco Science, I Can’t Wait
- Towa Tei feat. Kylie Minogue: GBI: German Bold Italic
- Towa Tei feat. Kylie Minogue: Sometime Samurai
- Texas: Summer Son

## Veröffentlichungen
- DVD The Work Of Director Stéphane Sednaoui (2005)